# Brandsicherheit
Die Brandsicherheit ist die Qualität baulicher Anlagen, die gewährleistet, dass der Entstehung eines Brandes und der Ausbreitung von Feuer und Rauch (Brandausbreitung) vorgebeugt wird und bei einem Brand die Rettung von Menschen und Tieren sowie wirksame Löscharbeiten möglich sind. Die Brandsicherheit ist für bauliche Anlagen gemäß Bauordnung der Länder im Brandschutznachweis ebenso zu dokumentieren wie die Standsicherheit.
Brandsicherheit ist das Ziel des vorbeugenden Brandschutzes.
Der Umfang der Brandschutzmaßnahmen wird im Bauordnungsrecht durch den Schutz der öffentlichen Sicherheit oder Ordnung, insbesondere des Lebens, der Gesundheit und der natürlichen Lebensgrundlagen bestimmt.
Im Industriebau sind auch die Forderungen das Arbeitsschutzgesetzes in Form der daraus resultierenden Verordnungen zu berücksichtigen.

## Geschichte
In Deutschland dienten Anordnungen unter Pfalzgraf Karl IV. aus dem Jahr 1772 auch der Brandsicherheit im Zusammenhang mit häuslichen Feuerstätten. Nach gleichzeitigen Bauvorschriften durften keine Holzschornsteine mehr errichtet, keine hölzernen Schläuche mehr eingebaut werden, die den Rauch der Feuerstätte zum Kamin zu leiten hatten, wie es auch untersagt wurde, Ofenrohre zum Fenster hinauszuführen.